# Itatí (kommunhuvudort)
Itatí är en kommunhuvudort i Argentina.   Den ligger i provinsen Corrientes, i den nordöstra delen av landet, 800 km norr om huvudstaden Buenos Aires. Itatí ligger 65 meter över havet och antalet invånare är 7 902.
Terrängen runt Itatí är mycket platt. Runt Itatí är det glesbefolkat, med 12 invånare per kvadratkilometer.. Itatí är det största samhället i trakten.
Trakten runt Itatí består i huvudsak av gräsmarker.